# Mai chỉ thiên
Mai chỉ thiên (danh pháp hai phần: Wrightia antidysenterica) là một loài thực vật có hoa thuộc chi Lòng mức. Hoa có màu trắng, luôn hướng lên trời nên có tên "chỉ thiên".
Loài này đôi khi bị xếp nhầm vào chi Holarrhena, thành Holarrhena pubescens. Trong y học Ayurvedic Ấn Độ, loài này từ lâu đã được sử dụng và gọi là "kuţaja" theo Phạn ngữ.

## Tổng quan về cây Mai Chỉ Thiên

### Đặc điểm của cây Mai Chỉ Thiên
Cây Mai Chỉ Thiên là cây gỗ dạng bụi lâu năm và phân thành nhiều nhánh.
Độ cao: Mai Chỉ Thiên là khoảng từ 0,2 – 1,2m.
Tán cây: Rộng 1 – 1,5m.
Lá: Lá cây mọc đối hình trái xoan nhọn ở đỉnh, mép nguyên, màu xanh bóng, đẹp.
Giống cây: Mai Chỉ Thiên có các loại hoa như tím, trắng, mai bonsai,…

### Đặc điểm của hoa Mai Chỉ Thiên
Hoa Mai Chỉ Thiên mọc thành cụm khoảng 2 – 5 bông. Hoa nở hoa quanh năm và có mùi thơm thu hút bướm, ong và chim.
Hoa Mai Chỉ Thiên hình ống có 5 cánh tràng màu trắng, tâm màu vàng, với các phần phụ dạng sợi.
Chiều cao: 20 – 25 cm.
Công dụng:
·       Trang trí sân vườn và nhà ở.
·       Có thể hữu ích trong điều trị rối loạn vận động đường ruột.
·       Vỏ cây mai chỉ thiên có đặt tính chống vi khuẩn và chống viêm.
·       Nước ép từ vỏ cây mai chỉ thiên được sử dụng làm giảm các vết lở miệng và lá của nó được sử dụng để điều trị bệnh về da, bệnh vảy nến và viêm da không đạc hiệu khác.
·       Theo phong thủy, cây có thể trừ tà, giúp loại bỏ khí xấu và độc tố. Cây mai chỉ thiên mang vẻ đẹp tinh khiết, thanh tao thể hiện khí tiết của quân tử.

## Cách trồng và chăm sóc cây hoa Mai Chỉ Thiên
Tổng hợp những phương pháp giúp bạn trồng và chăm sóc cây hoa Mai Chỉ Thiên bao gồm:

### Điều kiện nhiệt độ trồng cây
Cây hoa Mai Chỉ Thiên có tốc độ sinh trưởng nhanh và tốt dưới điều kiện nhiệt độ cao. Cây có thể chịu mát một phần và ít ra hoa hơn. Do đó, cây thường mọc nhiều ở khu vực nhiệt đới có khí hậu khắc nghiệt.

### Loại đất trồng cây
Mai Chỉ Thiên phát triển và sinh trưởng rất tốt nơi đất giàu dinh dưỡng, tơi xốp, dễ thoát nước. Cần tưới nước cho cây mai chỉ thiên thường xuyên và vừa phải.

### Kĩ thuật trồng hoa Mai Chỉ Thiên
Trồng mai chỉ thiên bằng cách giâm cành hoặc chiết cành. Tiếp theo, lựa chọn vị trí và chậu trồng phù hợp rồi sau đó cắm cành giống xuống và vùi đất lại sao cho cành đứng vững. Trồng xong phải tưới nước đủ ẩm.

### Cách chăm sóc cây
Cây hoa Mai Chỉ Thiên có sức sống rất tốt nên việc chăm sóc rất đơn giản. Bạn chỉ cần đảm bảo chế độ nước vào mùa hè, mùa đông nên hạn chế tưới kẻo dễ ngập úng gây thối rễ.
Nên thường xuyên mang cây ra ngoài trời để cây phát triển tốt và nhanh ra hoa. Nếu trong quá trình chăm sóc cây thấy hiện tượng còi, lá không xanh thì nên tưới phân bón giúp cây có đủ dinh dưỡng để phát triển.

## Hình ảnh

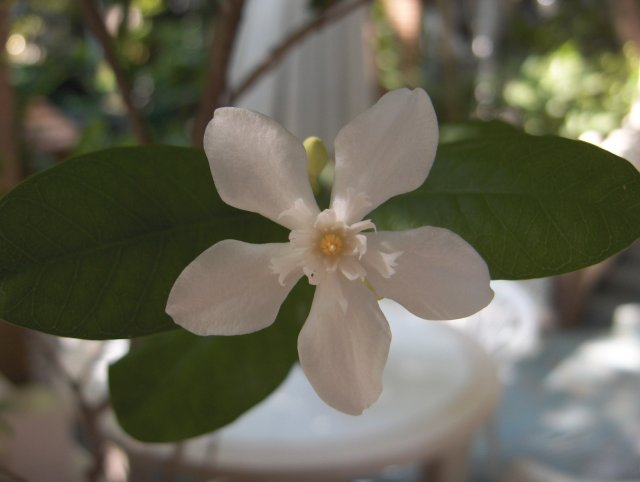
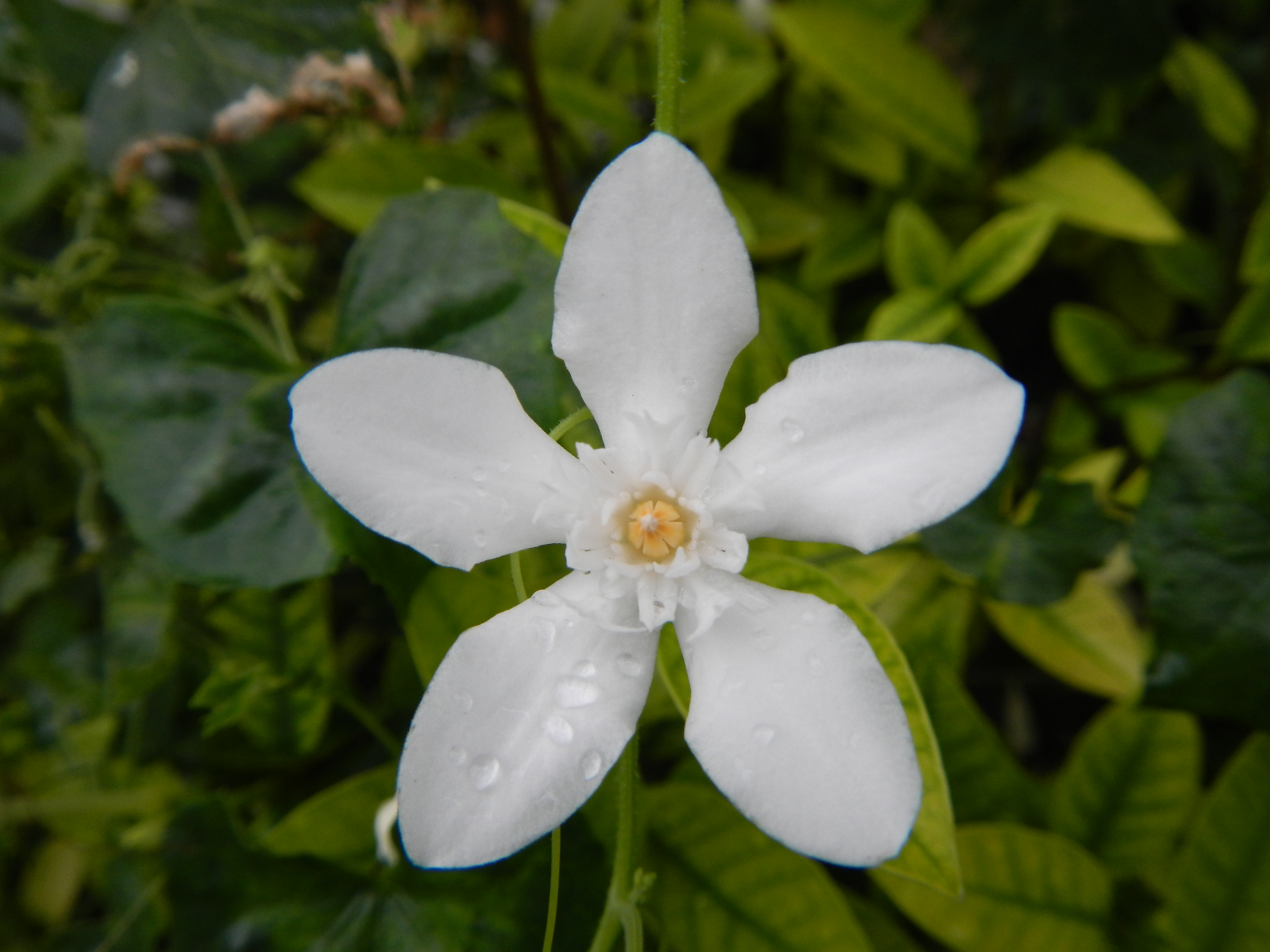
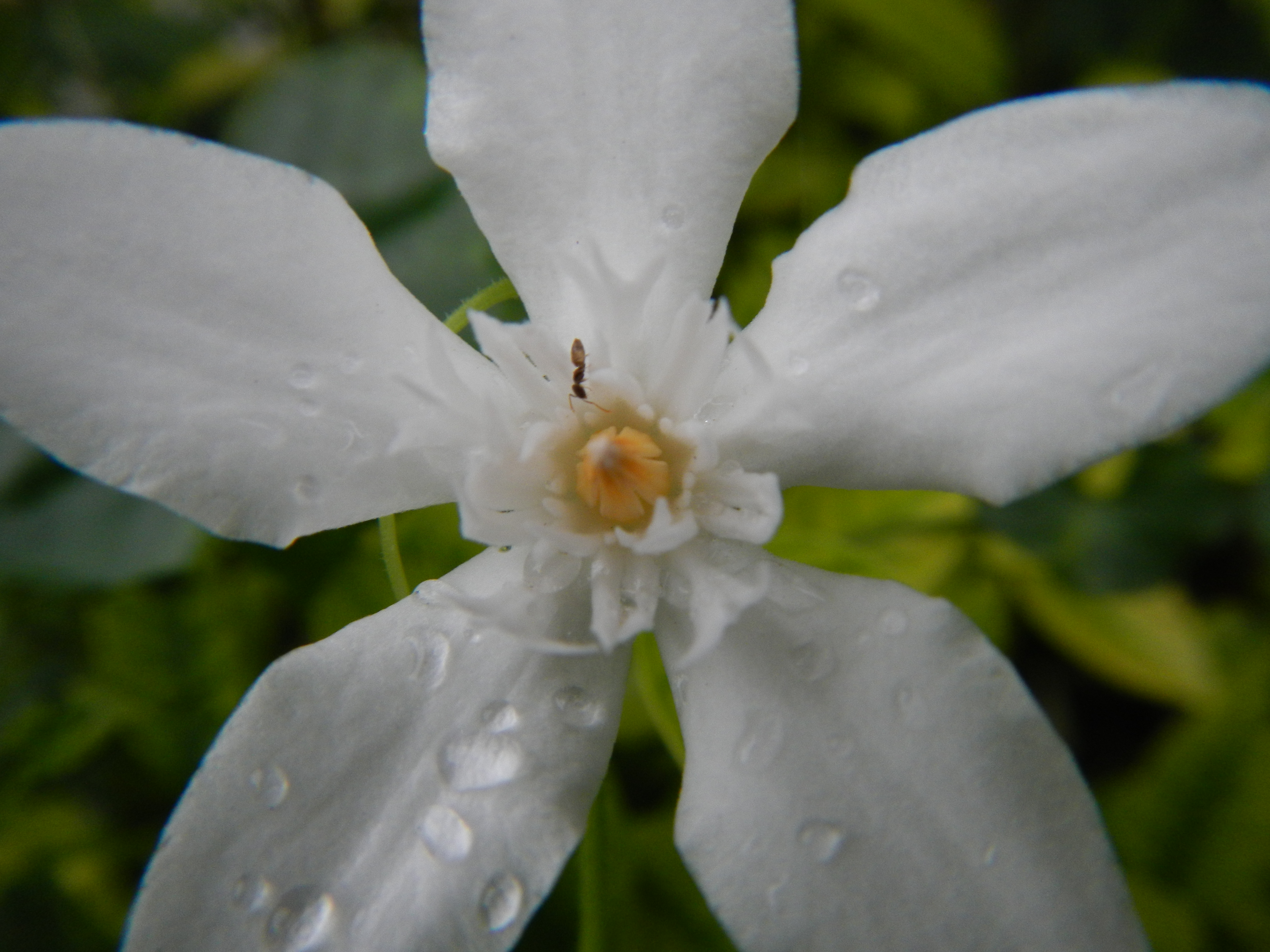
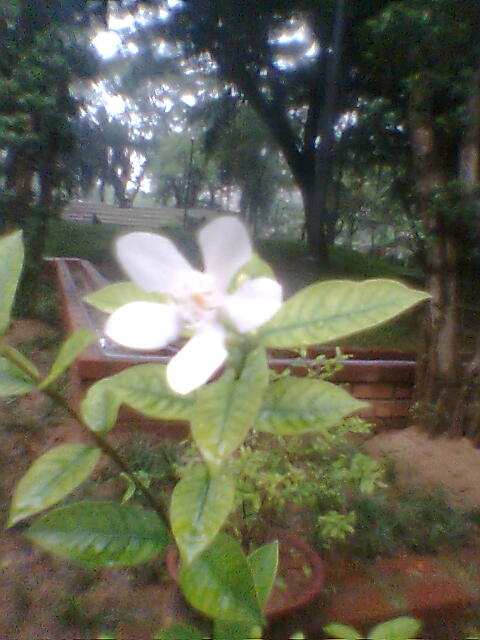